# Тур Родоса
Тур Родоса (англ. Tour of Rhodes) — шоссейная многодневная велогонка, проходящая по территории Греции на острове Родос с 1987 года.

## История
Впервые гонка прошла в 1987 году как любительская, после чего исчезла на 8 лет. В следующий раз она была проведена только в 1995 году и до 2000 года проходила в рамках национального календаря. 
В 2001 году вошла в международный календарь став профессиональной. На ней свою первую профессиональную победу в карьере одержал швейцарец Фабиан Канчеллара, будущая звезда мирового велоспорта. А компанию на подиуме ему составили призёры Олимпийских игр на треке — россиянин Алексей Марков и ещё одна будущая звезда мирового велоспорта британец Брэдли Уиггинс.
В 2003 года гонка исчезает из-за финансовых проблем фактически на 14 лет. В 2017 году снова возобновилась и вошла в календарь Европейского тура UCI с категорией 2.2. За несколько дней до неё проводится однодневная гонка Гран-при Родоса.
Изначально гонка проходила в конце февраля, а её маршрут состоял из 4 этапов. После возрождения в 2017 стала проводиться в начале марта. Маршрут сократился до трёх этапов и охватывает северо-восточную часть острова. 

## Призёры
| Год                      | Победитель            | Второй                | Третий                |
| ------------------------ | --------------------- | --------------------- | --------------------- |
| 1987                     | Канеллос Канеллопулос | Михалис Фарантакис    | Георгиос Маниатис     |
| 1988-1994 не проводилась |                       |                       |                       |
| 1995                     | Василис Анастопулос   | Канеллос Канеллопулос |                       |
| 1996                     | Евгений Голованов     | Яромир Пурменcки      | Томаш Седлачек        |
| 1997                     | Йозеф Регеч           | Александр Корнатов    | Денис Меньшов         |
| 1998                     | Хольгер Сиверс        | Хайнц Марчел          | Роберт Рейнолдс-Джонс |
| 1999                     | Арно Каспрет          |                       |                       |
| 2000                     | Денис Расмуссен       | Кристиан Ван Дартел   | Фридрих Берейн        |
| 2001                     | Фабиан Канчеллара     | Алексей Марков        | Брэдли Уиггинс        |
| 2002                     | Фабиан Канчеллара     | Курт Асле Арвесен     | Майкл Роджерс         |
| 2003                     | Брам Шмиц             | Себастьян Ланг        | Томас Брун Эриксен    |
| 2004-2014 не проводилась |                       |                       |                       |
| 2015                     | Василиос Симантиракис | Паулос Халкиопулос    | Георгиос Карациос     |
| 2016 не проводилась      |                       |                       |                       |
| 2017                     | Колин Стюсси          | Осмунд Ромстад Лёвик  | Сириль Тьери          |
| 2018                     | Мирко Маэстри         | Торстен Трэен         | Сивер Верстед         |
| 2019                     | Мартейн Бюддинг       | Маркус Хоэльгор       | Роланд Тальман        |
| 2020                     | Сорен Вэреншолд       | Кристиан Кох          | Павел Бернас          |
| 2021                     | Фредрик Дверснес      | Кристиан Кох          | Стэн Ван Трихт        |
| 2022                     | Луис Бендиксен        | Лукас Мейлер          | Алексис Герен         |
| 2023                     | Антонио Моргадо       | Андреас Мильтиадис    | Андре Дрег            |
| 2024                     | Андре Дрег            | Alessandro Romele     | Колин Стюсси          |
| 2025                     | Pierre-Henry Basset   | Ben Felix Jochum      | Colby Simmons         |